# (3141) Buchar
(3141) Buchar (1984 RH; 1952 PE; 1952 RQ; 1953 UF; 1953 VK2; 1977 NM; 1977 OE; 1979 YW9; A905 CE ) ist ein ungefähr 36 Kilometer großer Asteroid des äußeren Hauptgürtels, der am 2. September 1984 vom tschechischen (damals: Tschechoslowakei) Astronomen Antonín Mrkos am Kleť-Observatorium auf dem Kleť in der Nähe von Český Krumlov in der Tschechischen Republik (IAU-Code 046) entdeckt wurde.

## Benennung
(3141) Buchar wurde nach dem böhmisch-tschechoslowakischen Astronomen Emil Buchar (1901–1979) benannt, der Professor für Astronomie und Geodäsie am Prager Polytechnikum war. Er gilt als Pionier der Satellitengeodäsie.